# Carl Wilhelm Appelgren
Carl Wilhelm Oscar Clemens Jacob Appelgren, född 29 juni 1899 i Västra Sallerup i Malmöhus län, död 26 juni 1975 i Saltsjöbaden, var en svensk tjänsteman, direktör och officer.

## Biografi
År 1917 avlade Appelgren studentexamen och arbetade 1919-1921 som tjänsteman i Stockholms Enskilda Bank. År 1925 blev han anställd på Försäkrings AB Freja, ett bolag inom Skandiakoncernen. År 1926 utnämndes Appelgren till avdelningschef, 1932 till kamrer och 1959 till biträdande direktör. År 1930 gjorde han en studieresa till USA som Svenska Försäkringsföreningens Rubensonstipendiat och 1926 blev han själv medlem av föreningen.
1920 tog han reservofficersexamen och blev samma år fänrik i Södra skånska infanteriregementets reserv. 1922 tog han officersexamen och blev 1923 befordrad till löjtnant. Ett drygt decennium senare, 1935, blev han befordrad till kapten.
Han skänkte på 1960-talet ett 40-tal föremål från olika delar av världen, bland annat från Afrika, Oceanien, Kina, Indien och Grönland, till Etnografiska museet i Stockholm.
Carl Wilhelm Appelgren var son till distriktslantmätare Nils Rudolf Appelgren (1866-1934) och Ernestine Clemensson (1873-1960). Han gifte sig den 29 oktober 1928 med Birgit Elisabeth Björnsdotter von Sydow (född 1903) och de fick barnen Wolter (född 1929), Tullia (född 1933) och Fingal (född 1937).

## Utmärkelser
- RSO (Riddare av Svärdsorden) [5]